# Massacro di Fântâna Albă
Il massacro di Fântâna Albă ("pozzo bianco" in lingua romena) ebbe luogo il 1º aprile 1941, quando un numero imprecisato tra i 2 000 e i 3 000 rumeni dei villaggi della valle del Siret tentarono di fuggire dall'Unione Sovietica in Romania dopo modifiche dei confini imposte dal governo di Mosca a quello di Bucarest a seguito del patto Molotov-Ribbentrop. Nonostante le tracce documentali parlino di alcune decine di vittime, ci sono stime di alcune centinaia di morti.

## Situazione storica

Divisione della Bucovina nel giugno 1940

Nel 1940, la Romania fu costretta a consegnare all'Unione Sovietica territori popolati da 3 milioni di abitanti, in maggioranza di etnia romena, dopo l'ultimatum dato dal governo di Mosca a quello di Bucarest nel giugno dello stesso anno. La cessione territoriale imposta comprendeva la Bessarabia, che l'URSS si annetté con il consenso della Germania nazista sulla base dei protocolli segreti firmati nel patto Molotov-Ribbentrop) del 23 agosto 1939, ma anche la Bucovina settentrionale, che in tali protocolli non era menzionata.
Durante l'avanzata in territorio romeno, l'Armata Rossa e l'NKVD non rispettarono i tempi concordati tra i governi di Mosca e di Bucarest e, spalleggiate da partigiani infiltrati in precedenza, aprirono il fuoco contro le truppe romene in marcia verso il nuovo confine causando numerose vittime. Interi reparti romeni vennero accerchiati dalle forze sovietiche, catturati e internati.
Molte famiglie vennero colte di sorpresa dal rapido succedersi degli eventi e si trovarono divise dai nuovi confini. In questa situazione molti cercarono di riunirsi con le famiglie in Romania, attraversando la frontiera legalmente o illegalmente. A questa situazione le autorità sovietiche risposero in due modi: da un lato fu rafforzato il pattugliamento delle frontiere; dall'altro furono compilati elenchi di famiglie che avevano parenti in Romania. I membri di queste famiglie furono dichiarati traditori della patria e deportati ai lavori forzati.

## I fatti
Il 1º aprile 1941 un folto gruppo di persone provenienti da diversi villaggi lungo la valle del Siret (Pătrăuții-de-Sus, Pătrăuții-de-Jos, Cupca, Corcești, Suceveni), recante la bandiera bianca ed insegne religiose (icone, croci ed altro), formò una colonna di circa 3.000 persone pacifiche e disarmate, che si incamminò verso il nuovo confine sovietico-romeno.
Nella radura di Varnița, a circa 3 km dalla frontiera romena, le guardie di confine sovietiche che erano in agguato nella foresta aprirono il fuoco su di loro con le mitragliatrici. I sopravvissuti furono inseguiti dalle guardie a cavallo e massacrati a colpi di sciabola. I feriti furono legati alle code dei cavalli e fatti trascinare.
I corpi delle vittime, alcune delle quali ancora vive, vennero sepolti in cinque grandi fosse comuni preparate precedentemente con un lavoro ininterrotto di due giorni e due notti. Alcuni dei fuggitivi poi, furono arrestati dalla NKVD di Hlyboka (Rajon) e dopo essere stati torturati, furono portati al cimitero ebraico in quella città e gettati vivi in una fossa comune, in cui venne versata calce viva.
Il numero esatto delle vittime non è certo e probabilmente non si verrà mai a sapere. Secondo i dati archiviati dalle autorità sovietiche, solo venti persone furono uccise nel tentativo di attraversare il confine, tra cui anziani, donne e bambini. Altre liste, compilate successivamente e riguardanti esclusivamente la popolazione di sei villaggi, riportano i nomi di 44 persone decedute nella strage. Altre stime di testimoni locali danno invece un numero compreso tra 200 e oltre 2.000 vittime uccise da armi da fuoco, altre ferite e poi uccise a colpi di spada o di vanga oppure sepolte vive. Una stima obiettiva quantifica il numero dei morti ad alcune centinaia.

## Conseguenze
Il massacro innescò una serie di operazioni di repressione contro l'etnia romena. Nella notte tra il 12 e il 13 giugno 1941, oltre 13.000 romeni vennero prelevati dalle loro case e deportati in Siberia e Kazakistan. Pochi sopravvissero.
Il massacro è stato considerato un tabù fino agli anni novanta, ogni riferimento o ricordo era vietato dalle autorità sovietiche prima e da quelle ucraine poi. Solo dal 2000 le autorità ucraine, anche a seguito di richieste dall'Europa, hanno permesso una cerimonia di commemorazione delle vittime e l'erezione di un sacrario.